# Запорожан Андрій Юрійович
Андрі́й Ю́рійович Запорожа́н (21 березня 1983, м. Овідіополь, Одеська область, Українська РСР, СРСР) — український футболіст, захисник.

## Біографія

### Клубна кар’єра
Займатися футболом почав у Овідіополі. Першим тренером Запорожана був Василь Ущаповський. В ДЮФЛ виступав за «Чорноморець» (Одеса) і «Княжа». У 2000 році потрапив до бориспільського «Борисфена», де грав 5 років. Встиг зіграти у другій лізі, першій лізі та вищій лізі. Пізніше грав за «Борекс-Борисфен», «Дністер» (Овідіополь) і знову «Борисфен». У 2006 році потрапив в «Енергетик» з Бурштина. Влітку 2007 року побував на перегляді у львівських «Карпатах», але команді не підійшов. 
Взимку 2008 року перейшов до ПФК «Олександрії» з однойменного міста. У команді дебютував 18 березня 2008 року в матчі проти київського ЦСКА (1:0). У сезоні 2008/09 років команда завоювала бронзові медалі, поступившись лише «Оболоні» й «Закарпаттю». Запорожан у складі команди в цьому сезоні провів 30 матчів. У сезоні 2010/11 років «Олександрія» стала переможцем Першої ліги і вийшла в Прем'єр-лігу України. Запорожан за підсумками сезону провів 31 гру і забив 4 м'ячі. У сезоні 2011/12 років «Олександрія» посіла останнє 16 місце й вилетіла в Першу лігу. Андрій Запорожан зіграв у 22 матчах того сезону й відзначився 1 голом. У наступному сезоні 2012/13 років він разом з командою став бронзовим призером Першої ліги України, клуб поступився лише алчевської «Сталі» та «Севастополю». Андрій взяв участь в 29 поєдинках і забив 2 м'ячі.
У сезоні 2013/14 років він разом з командою став срібним призером Першої ліги України, клуб поступився лише донецькому «Олімпіку», але залишився в другому дивізіоні. Запорожан в цьому сезоні взяв участь у 28 матчах, в яких відзначився 2 голами. Запорожан є автором першого домашнього голу «Олександрії» в єврокубках, в матчі проти «Астри» (1:0).
31 травня 2020 року, після перенесеної операції, стало відомо, що Андрій завершує кар'єру футболіста. Очікувалося, що Запорожан перейде на тренерську роботу та приєднається до тренерського штабу «Олександрії».

### Кар’єра в збірній
У складі студентської збірної України Андрій Запорожан двічі виграв Літню Універсіаду в 2007 році і в 2009 році.

## Досягнення
- Перша ліга чемпіонату України
  -  Срібний призер (1): 2002/03
  -  Бронзовий призер (1): 2008/09

- Друга ліга чемпіонату України
  -  Чемпіон (1): 1999/00

- Кубок України
  - 1/2 фіналу (1): 2015/16